# Forza Motorsport 7
Forza Motorsport 7 (kurz Forza 7) ist ein Rennspiel für Microsoft Windows und Xbox One und der siebte Teil der Forza-Reihe. Das von Turn 10 Studios entwickelte Spiel wurde am 3. Oktober 2017 für Vorbesteller der Ultimate und Deluxe Edition von Microsoft Studios vorab veröffentlicht.
Rennen werden in über 700 Fahrzeugen auf 200 verschiedenen Streckenverläufen an 32 Orten ausgetragen. Dabei wurden mehrere aus älteren Forza-Teilen übernommen. Dynamisches Wetter sowie die Funktion, den Fahrer anzupassen, wurden hinzugefügt. Die Xbox-Version lässt sich auch im Split-Screen-Modus spielen. Im Karriere-Modus stellt sich der Spieler sechs großen Meisterschaften aus 15 Events.

## Strecken
Das Spiel verfügt über 32 Strecken. Diese sind:
- Bernese Alps
- Bathurst
- Brands Hatch
- Circuit de Catalunya
- Circuit of the Americas
- Daytona International Speedway
- Dubai Circuit
- Hockenheim-Ring
- Homestead-Miami Speedway
- Indianapolis Motor Speedway
- Sonoma Raceway
- Mazda Raceway Laguna Seca
- Le Mans Circuit de la Sarthe
- Lime Rock
- Long Beach
- Maple Valley Raceway
- Autodromo Nazionale Monza
- Autodromo Internazionale del Mugello
- Nürburgring
- Test Track Airfield
- Prague
- Rio de Janeiro
- Road America
- Road Atlanta
- Sebring International Raceway
- Silverstone Racing Circuit
- Circuit de Spa-Francorchamps
- Suzuka Circuit
- Top Gear
- Virginia International Raceway
- Watkins Glen
- Yas Marina Circuit

## Entwicklung und Veröffentlichung

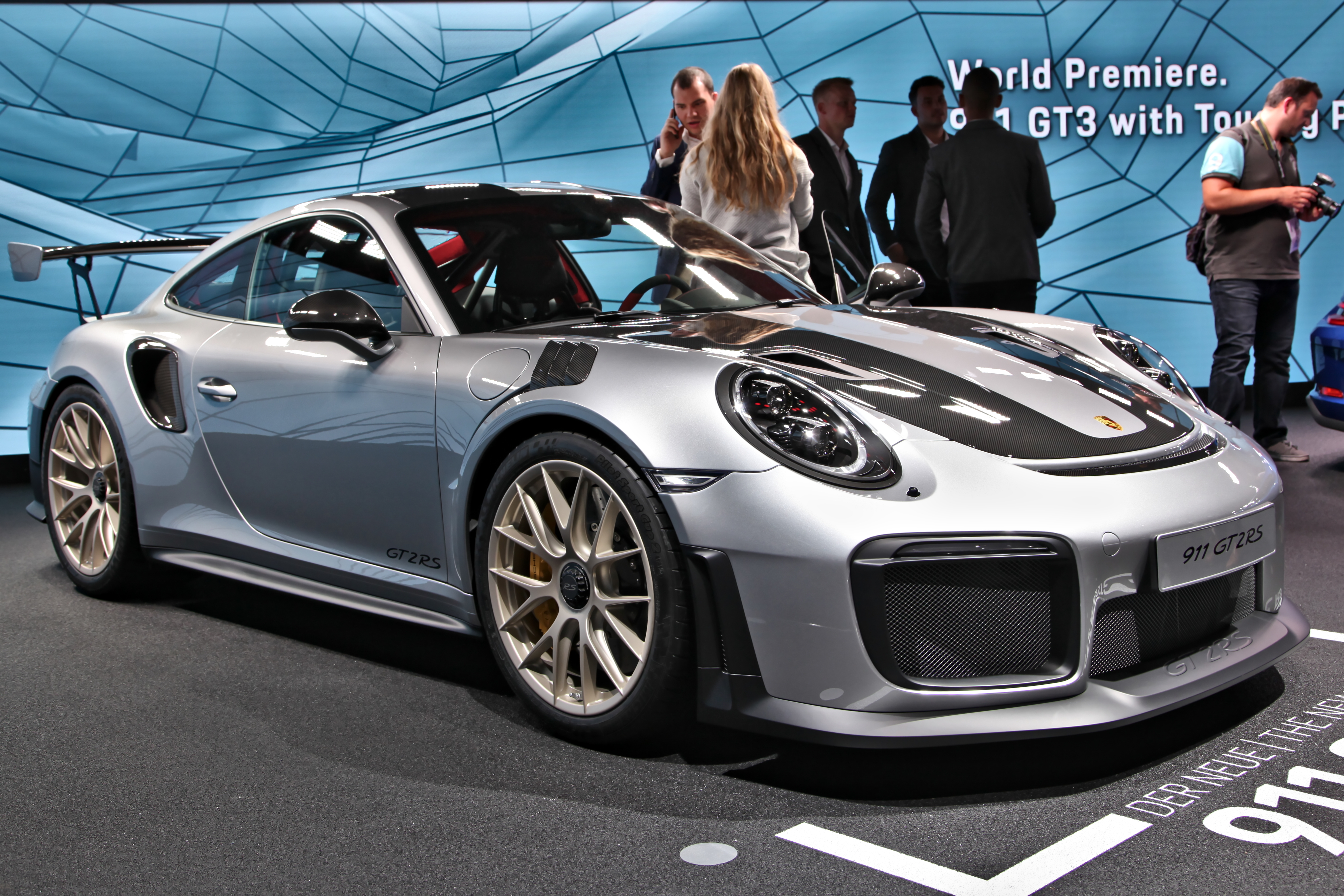
Porsche GT2 RS, das Coverfahrzeug zum Spiel

Mitte Januar 2017 wurde eine Demo des Spiels auf einem Prototyp der Nachfolgekonsole der Xbox One, der Xbox One X gezeigt. Dort soll sie in einer 4K2K-Auflösung und einer Bildfrequenz von 60 Bildern in der Sekunde laufen. Toyota-Modelle konnten diesmal aus Lizenzgründen nicht integriert werden.
Auf der Pressekonferenz der Electronic Entertainment Expo 2017 am 11. Juni wurde das Spiel erstmals offiziell bestätigt. Am 3. Oktober 2017 erschien das Spiel erstmals in der Early access für Vorbesteller der Ultimate oder Deluxe Edition für Microsoft Windows und Xbox One. Zudem folgten weitere DLC-Inhalte und Updates.

## Rezeption
Forza Motorsport 7 erhielt weitgehend positive Kritiken. Gelobt wurde hauptsächlich die realistische und detailreiche Spielwelt und Abbildung der vielen Autos, Steuerung, Tuning, die Grafik und das Fahrgefühl. Bei der Demo-Version wurde allerdings der hohe Speicherbedarf sowie technische und Performance-Fehler kritisiert. Kritisiert wurde außerdem das Verwenden von Lootboxen um zusätzliche Einnahmen zu erzielen, sowie die Menümusik, zu wenig Multiplayer-Möglichkeiten und je nach Fahrzeug unbefriedigendes Force Feedback.

### Auszeichnungen
| Jahr | Auszeichnung                | Kategorie                    | Resultat  | Beleg         |
| ---- | --------------------------- | ---------------------------- | --------- | ------------- |
| 2017 | Game Critics Awards         | Best Racing Game             | Gewonnen  | [ 30 ]        |
| 2017 | Gamescom 2017               | Best Console Game (Xbox One) | Nominiert | [ 31 ] [ 32 ] |
| 2017 | Gamescom 2017               | Best Racing Game             | Gewonnen  | [ 31 ] [ 32 ] |
| 2017 | Golden Joystick Awards      | Xbox Game of the Year        | Nominiert | [ 33 ]        |
| 2017 | The Game Awards 2017        | Best Sports/Racing Game      | Gewonnen  | [ 34 ]        |
| 2018 | 21st Annual D.I.C.E. Awards | Racing Game of the Year      | Nominiert | [ 35 ]        |